# Dicoryphus
Genre
Synonymes
- Coelobunus Loman, 1902
- Metarhabdopygus Roewer, 1913

Dicoryphus est un genre d'opilions laniatores de la famille des Assamiidae.

## Distribution
Les espèces de ce genre se rencontrent en Tanzanie et au Kenya.

## Liste des espèces
Selon World Catalogue of Opiliones (11/06/2021) :
- Dicoryphus ater (Lawrence, 1962)
- Dicoryphus furvus Loman, 1902
- Dicoryphus jeanneli (Roewer, 1913)
- Dicoryphus melanacanthus (Loman, 1902)

## Publication originale
- Loman, 1902 : « Neue aussereuropäische Opilioniden. » Zoologische Jahrbücher, vol. 16, p. 163–216 (texte intégral).